# پالگاکسان
پالگاکسان (به لاتین: Palgaksan) یک کوه در کره جنوبی است که در Gyeongsangbuk-do, South Korea واقع شده‌است. پالگاکسان ۶۳۳ متر بالاتر از سطح دریا واقع شده‌است.